# 田才益夫
田才 益夫（たさい ますお、1933年10月7日- ）は、日本の演出家、チェコ文学の翻訳家。舞台監督協会、日本演出者協会、各会員。

## 来歴
福岡県出身。1959年九州大学文学部哲学科卒業。劇団俳優座、1986年プラハ国立劇場での文化庁芸術家在外派遣研修員などを経て、フリーの舞台監督、演出家として活躍。この間、1977年からチェコ語を学び始める。
2006年の『チャペック戯曲全集』で日本翻訳出版文化賞受賞。カレル・チャペックの作品を多数翻訳。
妻の田才秀季子は、尾崎秀実・尾崎秀樹の妹。田才は、尾崎秀樹主宰の雑誌『ゾルゲ事件研究』（監修者：石堂清倫、今井清一、尾崎秀樹、編集者：高橋千劔破、田才、田辺貞夫）にも共同編集者として参加している。

## 共著
- 文化経済学の可能性―文化政策と舞台芸術の現状と未来 池上惇 (編集) 芸団協出版部 (1991/05)

## 翻訳
- カレル・チャペック『クラカチット』楡出版　1992　のち青土社
- 『コラムの闘争 ジャーナリストカレル・チャペックの仕事』訳編　社会思想社　1995
- 『カレル・チャペックの闘争』訳編　社会思想社　1996
- パヴェル・ヘイツマン『鋼鉄の罠』有楽出版社　1996
- イヴァン・クリーマ『僕の陽気な朝』国書刊行会　1998
- カレル・チャペック『マクロプロス事件』1998　八月舎・世界文学叢書
- パヴェル・コホウト『プラハの深い夜』早川書房　2000
- カレル・チャペック『ポケットから出てきたミステリー』晶文社　2001
- イヴァン・クリーマ『カレル・チャペック』青土社　2003
- 『カレル・チャペックのごあいさつ』青土社　2004
- 『カレル・チャペックの日曜日』青土社　2004
- 『カレル・チャペック童話全集』青土社　2005
- 『カレル・チャペックの映画術』青土社　2005
- 『カレル・チャペックの新聞讃歌』青土社　2005
- 『カレル・チャペックの童話の作り方』青土社　2005
- 『カレル・チャペックの愛の手紙』青土社　2006
- カレル・チャペック,ヨゼフ・チャペック『チャペック戯曲全集』八月舎　2006
- 『カレル・チャペック短編集』青土社　2007
- 『カレル・チャペックの警告』青土社　2007
- カレル・チャペック短編集『赤ちゃん盗難事件』青土社　2008
- カレル・チャペック短編集『ありふれた殺人』青土社　2008
- カレル・チャペック『流れ星』青土社　2008
- 『ある作曲家の生涯 カレル・チャペック最後の作品』青土社 2016